# Sindri
Pour les articles homonymes, voir Sindri (homonymie).
Dans la mythologie nordique, Sindri désigne un personnage (sans doute un nain, aussi dénommé Eitri) ainsi qu'une halle.

## Une halle
Chez Snorri Sturluson (Gylfaginning, 52), Sindri désigne en revanche l'une des halles où vivront les hommes bons et vertueux après le Ragnarök, transposition de la croyance au paradis chrétien. Il la décrit comme étant d'or rouge et située à Nidafjöll. Le passage d'un sens à l'autre provient peut-être d'une mauvaise interprétation par Snorri de la strophe de la Völuspá.

## Culture populaire
- Sindri apparaît en tant qu'allié dans le jeu God of War 4, dans lequel il est doublé par Adam J. Harrington en VO et par Constantin Pappas en VF.

## Sources

### Sources primaires
- L’Edda poétique [détail des éditions].
- Snorri Sturluson, L'Edda [détail des éditions].

### Sources secondaires
1. ↑  Rudolf Simek, Dictionnaire de la mythologie germano-scandinave, 1996 [détail des éditions].
2. ↑  Andy Orchard, Cassell's dictionary of Norse myth & legend, 2002 [détail des éditions].